# Theridion elimatum
Theridion elimatum là một loài nhện trong họ Theridiidae.
Loài này thuộc chi Theridion. Theridion elimatum được Ludwig Carl Christian Koch miêu tả năm 1882.